# Словнов, Александр Иванович
Александр Иванович Словнов (1914 год — 13 марта 1940 года) — командир стрелковой роты 69-го стрелкового полка 97-й стрелковой дивизии 13-й армии Северо-Западного фронта, лейтенант, Герой Советского Союза.

## Биография
Родился в 1914 году в селе Ларийское (ныне Гусь-Хрустальный район Владимирской области) в крестьянской семье. Русский.
Образование неполное среднее. Член ВКП(б).
В Красной Армии с 1935 года. Окончил пехотное училище. Участник советско-финской войны 1939—1940 годов.
Рота 69-го стрелкового полка (97-я стрелковая дивизия, 13-я армия, Северо-Западный фронт) под командованием комсомольца лейтенанта Александра Словнова в боях 25—29 февраля 1940 года восточнее посёлка Топоннен отбила многочисленные атаки противника, нанеся ему значительный урон в живой силе и технике.
13 марта 1940 года в бою за остров Муста-Саари бесстрашный командир роты поднял бойцов в штыковую атаку. Рота лейтенанта Словнова А. И. полностью очистила остров от врага. Но сам командир погиб в этом бою.

## Награды
Указом Президиума Верховного Совета СССР от 7 апреля 1940 года «за образцовое выполнение боевых заданий командования на фронте борьбы с финской белогвардейщиной и проявленные при этом отвагу и геройство» лейтенанту Словнову Александру Ивановичу посмертно присвоено звание Героя Советского Союза.